# Markus Hoppe

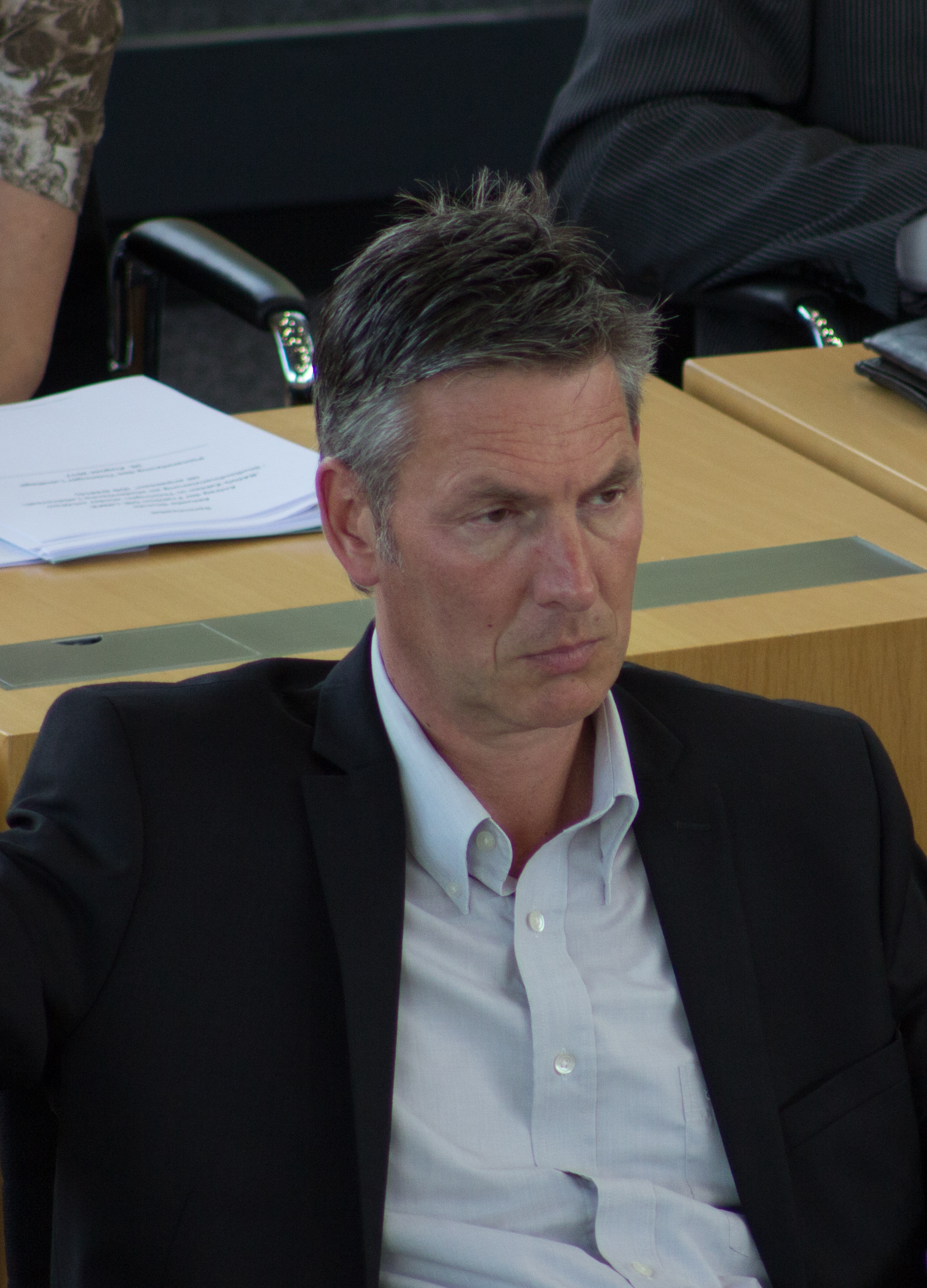
Markus Hoppe, 2017

Markus Hoppe (* 18. Oktober 1966 in Göttingen) ist ein deutscher Politiker (SPD). Er war von 2014 bis 2020 Staatssekretär in Thüringen.
Markus Hoppe studierte von 1988 bis 1993 an der Georg-August-Universität Göttingen Betriebswirtschaftslehre mit Abschluss als Diplom-Kaufmann. Während des Studiums war er von 1990 bis 1993 Mitarbeiter des niedersächsischen Landtagsabgeordneten Thomas Oppermann.
Nach dem Studienabschluss war er bis 1997 Geschäftsführer im SPD-Bezirk Hannover. Anschließend wechselte er in die niedersächsische Landesverwaltung, wo er zuletzt bis 2004 Referatsleiter im Ministerium für Wissenschaft und Kultur war. Von 2004 bis 2014 amtierte er als Vizepräsident der Universität Göttingen. Am 5. Dezember 2014 wurde er zum Staatssekretär im Thüringer Ministerium für Wirtschaft, Wissenschaft und Digitale Gesellschaft ernannt. Im März 2020 wurde er in den einstweiligen Ruhestand versetzt. Seit Oktober 2019 ist er Mitglied im Universitätsrat der Universität Erfurt.
Hoppe ist Mitglied der SPD. Er war von 1996 bis 2011 Mitglied im Kreistag des Landkreises Göttingen und fungierte dort von 2000 bis 2004 als Fraktionsvorsitzender.